# Quand la ville dort (film)
Pour les articles homonymes, voir Quand la ville dort, While the City Sleeps et The Asphalt Jungle.
Pour plus de détails, voir Fiche technique et Distribution.
Quand la ville dort (The Asphalt Jungle) est un film noir américain de John Huston, sorti en 1950. C'est l'adaptation d'un roman homonyme de William R. Burnett publié en 1949.
En 2008, le film est entré dans le National Film Registry pour conservation à la Bibliothèque du Congrès à Washington.

## Synopsis
« Doc » Riedenschneider, un cerveau du crime récemment sorti de prison, projette le cambriolage d'une bijouterie, qui devrait rapporter un demi-million de dollars. Il recrute un perceur de coffre-fort (Louis), un chauffeur (Gus), et un homme de main (Dix Handley) et entre en contact avec un bailleur de fonds, l'avocat Emmerich, qui se propose comme receleur. 
Au début tout se passe comme prévu mais en quittant la bijouterie, un gardien qui intervient tire sur Louis et le blesse gravement. C'est le premier incident grave. Le deuxième est la trahison d'Emmerich, qui a lui-même recruté un homme de main pour s'emparer du butin sans rien donner. Dix abat le tueur, mais est blessé, pas trop gravement semble-t-il. 
Cependant, dans ces conditions, le travail de la police est grandement facilité et tout le monde finit arrêté ou mort, Dix au moment où il rejoint sa ferme natale du Kentucky et les chevaux de son enfance.

## Fiche technique
- Titre original : The Asphalt Jungle
- Titre français : Quand la ville dort
- Réalisation : John Huston
- Scénario : Ben Maddow et John Huston, d'après le roman homonyme  de W. R. Burnett
- Photographie : Harold Rosson
- Montage : George Boemler
- Direction artistique : Cedric Gibbons, Randall Duell
- Musique : Miklós Rózsa
- Production : Arthur Hornblow Jr. pour Metro-Goldwyn-Mayer
- Société de distribution : Metro-Goldwyn-Mayer
- Pays de production :  États-Unis
- Genre : Film de casse
- Langue : anglais
- Format : Noir et blanc - 35 mm - 1,37:1 - Mono
- Durée : 112 minutes
- Dates de sortie :
  - États-Unis : 23 mai 1950
  - France : 29 décembre 1950
- Affiche : Roger Soubie (France)

## Distribution

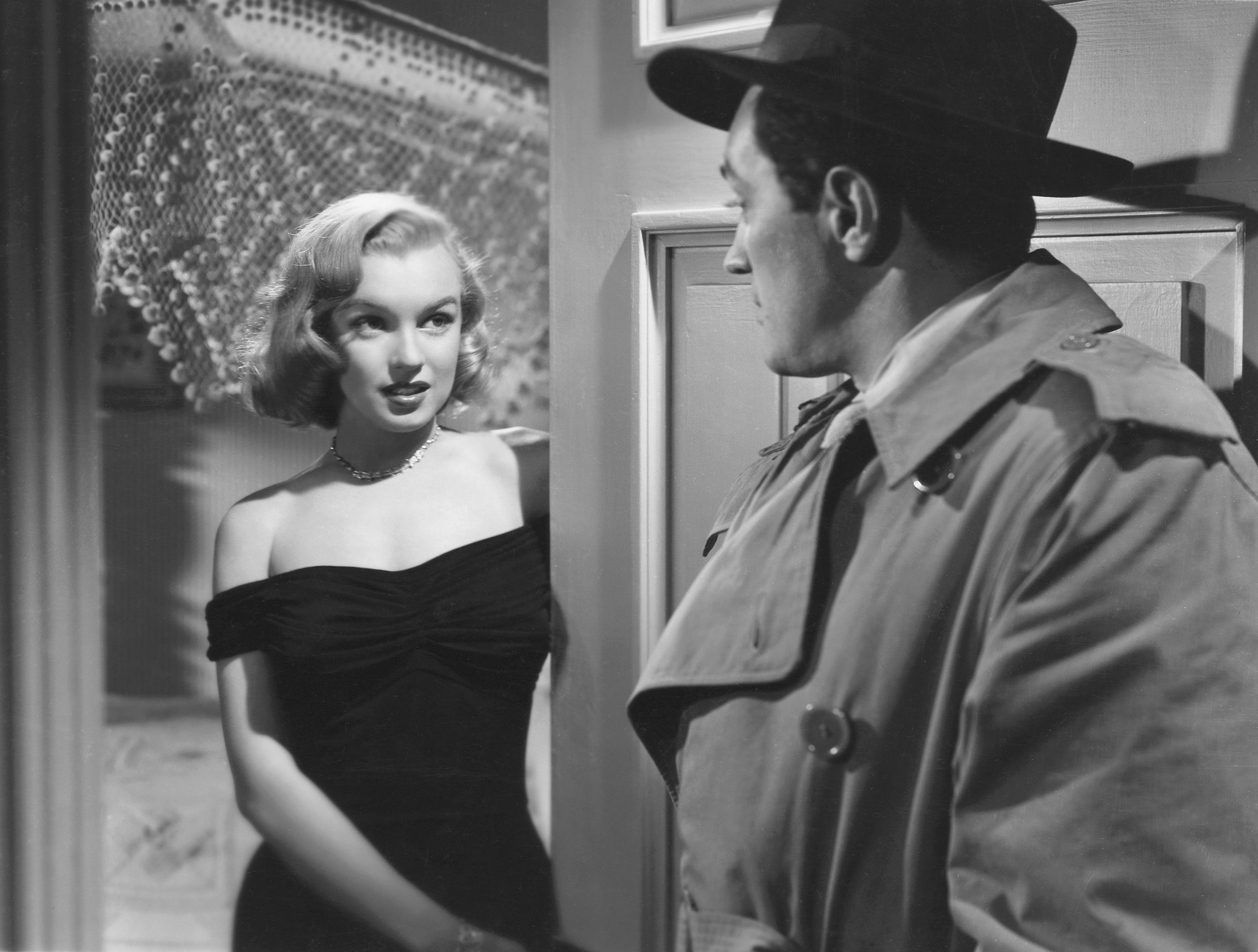
Marilyn Monroe dans Quand la ville dort.

- Sam Jaffe : « Doc » Erwin Riedenschneider
- Sterling Hayden (V.F. : Raymond Loyer) : Dix Handley
- Jean Hagen (V.F. : Jacqueline Ferrière) : Doll Conovan, compagne de Dix
- James Whitmore (V.F. : Jean Clarieux) : Gus Minissi
- Anthony Caruso (V.F. : Jean Martinelli) : Louis Ciavelli
- Teresa Celli : Maria Ciavelli
- Marc Lawrence : « Cobby » Cobb, bookmaker, intermédiaire avec Emmerich
- Louis Calhern (V.F. : Jacques Berlioz) : Alonzo D. Emmerich
- Marilyn Monroe : Angela Phinlay, maîtresse d'Emmerich
- Dorothy Tree : May, épouse d'Emmerich
- Brad Dexter : Bob Brannom, homme de main d'Emmerich
- John McIntire : le préfet de police Hardy
- Barry Kelley : lieutenant de police Ditrich
- John Maxwell : le docteur Swanson, qui soigne Dix en route vers le Kentucky

Acteurs non crédités
- David Bond : le père Sortine
- Gene Evans : un policier arrivant chez Louis Ciavelli pendant l'exposition funéraire de son corps
- Pat Flaherty : un policier
- William Haade : un policier (Bill)
- Don Haggerty : détective Andrews
- Alberto Morin : Eddie Donato, épicier, qui héberge un moment Dix et Doc en fuite
- Helene Stanley : la jeune fille qui danse

## Réalisation
John Huston, qui a déjà réalisé, entre autres, Le Faucon maltais (1941), Le Trésor de la Sierra Madre (1948) et Key Largo (1948), envisage de réaliser Quo Vadis avec Gregory Peck, mais ce  projet est annulé en raison d'une maladie de l'acteur. Le producteur Arthur Hornblow Jr. lui propose alors le roman de W. R. Burnett.
Avec ce film se crée un genre, le « film de casse » ou « film de cambriolage », représenté en France par Du rififi chez les hommes de Jules Dassin (1955).

## Marilyn Monroe
Selon les biographes de la comédienne, c'est ce film qui attire l'attention du public sur Marilyn, encourageant l'industrie du cinéma à faire appel à ses services.
Marilyn tournera de nouveau avec John Huston dans Les Désaxés (1961), son dernier film achevé.

## Colorisation et droit moral
La première fois qu'un tribunal français a confirmé le droit moral d'un cinéaste américain date de 1959, au profit de Charlie Chaplin s'opposant à l'ajout d'une bande sonore et de cartons à son film muet Le Kid,. 
En ce qui concerne Quand la ville dort, les droits en sont acquis en 1986 par la société Turner Entertainment, à la suite du rachat du studio Metro-Goldwyn-Mayer et de son catalogue. Turner Entertainment décide de coloriser le film et conclut un accord avec La Cinq, chaine privée française appartenant à Berlusconi, afin de diffuser cette version colorisée, une première en France. 
La chaîne programme une soirée « Double vision », avec diffusion de la version colorisée, un débat sur la colorisation des films,,, suivi de de la diffusion de la version originale en noir et blanc (sous-titrée). 
Les héritiers de John Huston s'y opposent, intentant un procès contre l'exploitation de la  version colorisée, mais ils sont déboutés aux États-Unis. Le 12 juin 1988, la Société des réalisateurs français proteste contre la diffusion du film, prévue le 26 juin 1988, mais finalement repoussée en raison de la procédure lancée en France par les héritiers en vertu de la loi française sur le droit d'auteur. 
Le 23 novembre 1988, un tribunal français leur donne raison, mais La Cinq gagne en appel le 6 juillet 1989 et diffuse la version colorisée, accompagnée d'un slogan « Quand la ville dort... et rêve en couleurs » le 6 août 1989, (le lendemain de l'anniversaire de la mort de Marilyn Monroe). Finalement, le 28 mai 1991, la cour de cassation annule l'arrêt rendu le 6 juillet 1989 et donne raison aux héritiers du cinéaste qui obtiennent 600 000 francs de dommages-intérêts pour atteinte à l'intégrité du film, arguant que cette transformation de l'œuvre ne peut se faire, au nom du droit moral, sans l'accord de l'artiste ou de ses ayants droit,,.
Ainsi est établie en 1991 une jurisprudence qui interdit la distribution ou la diffusion en France de toute version colorisée d'un film contre la volonté du créateur ou de ses héritiers.

## Récompenses et distinctions
- Prix Edgar-Allan-Poe du meilleur scénario en 1951.
- National Film Registry en 2008.